# Oksana Baiul
Oksana Serhiyivna Baiul (em ucraniano:  Оксана Сергі́ївна Баюл; Dnepropetrovsk, RSS Ucrânia, 16 de novembro de 1977) é uma ex-patinadora artística ucraniana. Ela foi campeã olímpica em 1994.

## Principais resultados
| Resultados                                            | Resultados    | Resultados    | Resultados    | Resultados       | Resultados       |
| Internacional                                         | Internacional | Internacional | Internacional | Internacional    | Internacional    |
| Evento/Temporada                                      | 1989– 1990    | 1990– 1991    | 1991– 1992    | 1992– 1993       | 1993– 1994       |
| ----------------------------------------------------- | ------------- | ------------- | ------------- | ---------------- | ---------------- |
| Jogos Olímpicos                                       |               |               |               |                  | Medalha de ouro  |
| Campeonato Mundial                                    |               |               |               | Medalha de ouro  |                  |
| Campeonato Europeu                                    |               |               |               | Medalha de prata | Medalha de prata |
| Nations Cup                                           |               |               |               | 4.ª              | Medalha de prata |
| Skate America                                         |               |               |               |                  | Medalha de ouro  |
| Nacional                                              |               |               |               |                  |                  |
| Campeonato Ucraniano                                  |               |               |               | Medalha de ouro  | Medalha de ouro  |
| Campeonato Soviético                                  | 12.ª          | 10.ª          |               |                  |                  |
|                                                       |               |               |               |                  |                  |
| Legenda: Competição não foi disputada nesta temporada |               |               |               |                  |                  |